# 노부나가의 야망 DS 2
《노부나가의 야망 DS 2》(일본어: 信長の野望DS2)는 2008년 7월 31일에 발매되었다. 《무장풍운록》이 베이스가 되었지만, 도호쿠 지방의 지도가 세세해졌거나, 무장의 능력치가 변경되어 있거나 하는 것으로, 오리지널판보다 다양한 플레이를 할 수 있게 되었다.
무장 얼굴 그래픽은 같은 닌텐도 DS용 소프트 《노부나가의 야망 DS》처럼 《천하창세》나 《혁신》 등의 그래픽이 사용되고 있다. 시나리오는 종래의 것 이외에 1561년 개시의 시나리오 '비약의 시기(飛躍の時)' 및 세대를 초월하는 무장이 모인 1557년 개시의 가공 시나리오 '군웅집결(群雄集結)' 등이 존재한다.
그 외의 새로운 요소로서는, 각 다이묘 가문에 고유의 전술이 3개씩 설정되었다. 또 기술을 200이상으로 올리는 것으로 각 구니에서 고유의 기법을 획득할 수 있고, 획득한 기법을 조합하는 것으로서 전술을 3개까지 설정하여, 고유의 것과 합하면 한 다이묘 가문에서 최대 6개의 전술을 가질 수 있다. 마찬가지로 문화를 75이상으로 올리는 것으로 각 구니에서 고유의 특수효과를 얻을 수 있다. 나아가 문화를 100으로 올리면 효과가 영국 전체에 미치게 할 수 있다.
그리고 단시간의 플레이를 위하여 '군웅쟁투 모드(群雄争覇モード)'가 탑재되고, 이를 클리어하는 것으로 스페셜 무장과 무장을 강화할 수 있는 보옥을 획득할 수 있다. 오리지널판에 나왔던 무장은 대부분이 등장하고, 더 추가된 무장도 있다. 단 미야모토 무사시 등 검호 무장이나, 아사쿠라 소테키(朝倉宗滴) 등은 스페셜 무장으로서 제공되는 형태가 되었다. 또, 모리 히데나리(毛利秀就) 등 삭제된 무장도 소수 있다.
스페셜 무장은 Wi-Fi 통신을 사용하거나 《나라 뺏기 두뇌 배틀 노부나가의 야망(国盗り頭脳バトル 信長の野望)》과 무선 통신을 사용하는 것으로도 획득할 수 있다. 이 경우에 생년 설정은 사실에 따른 것은 아니고, 등장하는 시점부터 성년(20~30세 전후)으로서 취급된다. 스페셜 무장은 게임 개시 때는 물론, 도중에 출현시키는 것도 가능하다.
아자이 히사마사(浅井久政)·나가마사 부자에 의한 튜토리얼도 탑재되어 있다.

## 종래로부터의 주된 변경점
- 무쓰가 리쿠젠, 리쿠츄, 무쓰로, 데와가 우젠, 우고로, 리쿠젠은 다시 이와시로, 이와키로 분할되었다. 난부씨, 안도 씨, 소마씨, 쓰가루 씨(시나리오 4에서만)가 다이묘로 추가되었다.
- 이하의 시나리오가 추가되었다.

1. 1561년 비약의 시대(飛躍の時)
2. 1557년 군웅 집결(群雄集結) - 가공의 시나리오로, 무장의 수명이 없다.
3. 1572년 몽환 대전봉(夢幻大転封) - 가공의 시나리오로, 게임을 클리어하면 나타난다.

- 시나리오 혼노지의 변(本能寺の変)이, 아케치씨 멸망 후의 패왕의 후계자(覇王の後継者)로 변경되었다. 다만, 연대 설정이 잘못되어, 1582년 1월 개시로 되어 있다.
- 통상의 포상은 종래에는 금액을 자유롭게 결정할 수 있었지만, 금50으로 고정되었다.
- 내정에서의 투자액은 금40으로 고정되었다.
- 한 번에 징병 가능한 병사 수는 20(2000명)으로 고정되었다.
- 「민(民)충성도」는 「치안」으로 변경되고, 직접 올릴 수 있게 되었다. 대신에 한 번의 징병으로 낮아진다.
- 「병(兵)충성도」와 「치수」가 폐지되었다.
- 무장의 「교육」이 가능하지 않게 되었다. 대신에 경험치 제도를 도입해, 커맨드 실행이나 전투 등에서 성장하게 되었다. 또, 다회로 교양 이외의 경험치도 올라가게 되었다. 다만, 사범역 이상의 능력으로는 올라가지 않는다.
- 세율을 지정할 수 없게 되었다.
- 관전 모드에서 재개 커맨드가 표시되게 되었다. 단 처음부터 관전 모드로는 진행할 수 없게 되었다.
- 한 번 관전 모드를 하면, 재개해도 엔딩은 볼 수 없게 되었다.
- 신무장 작성이 가능하게 되었다.
- 농성전은 장기전이 없어져, 1개월이 지나면 야전과 마찬가지로 공격 측이 강제로 퇴각하게 되며, 수비 측의 승리로 변경되었다.
- 종래의 사양에서는, 농성전에서 성 방어도만이 낮아졌지만, 본작에서는 전장이 되는 구니의 내정 파라미터가 낮아지게 되었다. 특히, 농성전은 낮아지는 폭이 커졌다.
- 일부의 구니에서는, 수비 측이 야전의 지형을 선택할 수 있게 되었다.
- 사격이나 돌격의 위력이 떨어졌고, 기마 부대만 돌격이 가능하게 되었다. 대신에 전투 시에 전술을 사용하여, 각 부대의 위력을 올리거나 모략을 행할 수 있게 되었다. 또, 전술 「궁구(弓構)」에 의해, 아시가루 부대를 일시적으로 궁 부대(철포보다 위력은 떨어지지만 원격 공격이 가능)로 바꿀 수 있게 되었다.
- COM이 전반적으로 호전적이 되어, COM이 전국통일을 하는 경우가 많아졌다.
- COM끼리의 전투를 관전할 수 없게 되었다.
- COM은 시나리오 개시 해의 다음해가 끝날 때까지 자발적으로 전쟁을 일으키지 않게 되었다.
- 역사 이벤트는 시나리오 개시 해에는 발생하지 않게 되었다.
- 무장의 전사나 수명의 유무를 게임 개시 때에 선택할 수 있게 되었다.
- 다이묘가 할복할 수 없고, 최후의 1국을 빼앗으면 다이묘를 배하에 두는 것이 가능하게 되었다. 다이묘가 참수되거나, 혹은 병사할 경우에는 종래의 할복 대사(다소 바뀌었다)를 입에 올린다. 다만, COM이 최후의 1국을 잃은 다이묘를 처형하게 되면, 할복한 것처럼 된다.
- 다이묘가 능력을 묻지 않고, 협박에 응하게 되었다.
- 적 무장을 잡아도 쉽게 등용에 응하지 않게 되었다. 그러나 다이묘의 등용에 성공하면, 다른 무장도 높은 확률로 등용에 응하게 된다. 반대로 다이묘를 참수시키면, 다른 무장은 매우 등용하기 어려워진다.
- COM의 참수 기준(일부 기종에서는 동용을 거부하지 않는 한 참수는 하지 않는다)이 능력에서 상성으로 바뀌었다.
- 대사의 추가나 변경, 특히, 오다 노부나가의 이벤트는, 대사가 상당히 추가·변경되었다.